# Can Soliguer
Can Soliguer és una obra noucentista de Viladrau (Osona) inclosa a l'Inventari del Patrimoni Arquitectònic de Catalunya.

## Descripció
L'edifici, que es troba aïllat i situat en una gran parcel·la, fou projectat com una casa senyorial a l'estil de les vil·les florentines, amb dues plantes, golfes i soterrani, i amb cobertes de teula àrab i de tres vessants. L'edifici principal, de planta gairebé rectangular, té una terrassa sobresortint en un dels costats i un cos del tipus bow window poligonal, en planta baixa. Tots els murs, arrebossats i llisos, estan pintats de blanc, tot contrastant amb la terra cuita de to argilós emprada per emmarcar les obertures, els arcs de la loggia arcada de la primera planta, el guardapols d'algunes finestres, l'encoixinat de les cantoneres dels murs, la imposta motllurada que separa visualment les dues plantes i el frontó de la porta d'accés.
L'interior de l'immoble destaca pels seus espais amplis i elegants i una escala de dos trams que comunica les dues plantes.

## Història
L'enginyer i industrial Joan Soliguer i Artau va encarregar la construcció de la casa d'estiueig a l'arquitecte Raimon Duran i Reynals, on hi van passar els estius Roser Soliguer i Valls i el seu espòs Jaume Bofill i Bofill (fill del poeta Guerau de Liost), amb els seus fills. Després de la Guerra Civil, el paisatgista jardiner Josep Batlle i Gras va projectar el jardí.